# Strike Me Pink
Strike Me Pink is een Amerikaanse muziekfilm uit 1936 onder regie van Norman Taurog. Het scenario is gebaseerd op de roman Dreamland (1935) van de Amerikaanse auteur Clarence Budington Kelland. Destijds werd de film in Nederland uitgebracht onder de titel De sensatie van het lunapark.

## Verhaal
Eddie Pink werkt in een stomerij in een studentenstad. Hij wordt naar een cursus assertiviteit gestuurd. Eddie is stiekem verliefd op de nachtclubzangeres Joyce Lennox. Hij wordt in dienst genomen als beheerder van een lunapark, dat wordt bedreigd door een bende oplichters. Met de instructies van zijn mentor moet hij de bende oprollen.

## Rolverdeling
| Acteur            | Personage         |
| ----------------- | ----------------- |
| Eddie Cantor      | Eddie Pink        |
| Ethel Merman      | Joyce Lennox      |
| Sally Eilers      | Claribel Higg     |
| Harry Parke       | Parkyakarkus      |
| William Frawley   | Mijnheer Copple   |
| The Goldwyn Girls | Danseressen       |
| Helen Lowell      | Hattie Carson     |
| Gordon Jones      | Butch Carson      |
| Brian Donlevy     | Vance             |
| Jack La Rue       | Mijnheer Thrust   |
| Sunnie O'Dea      | Sunnie            |
| Dona Drake        | Mademoiselle Fifi |
| Edward Brophy     | Moordenaar        |
| Sid Fields        | Chorley Lennox    |
| Don Brodie        | Mijnheer Marsh    |
| Charles McAvoy    | Mijnheer Selby    |
| Stanley Blystone  | Miller            |
| Duke York         | Smiley            |
| Charles C. Wilson | Hardie            |
| Clyde Hager       | Verkoper          |